# Doctor Ricardo Rojas
Doctor Ricardo Rojas è un comune dell'Argentina situato nel dipartimento di Río Senguer, in provincia di Chubut.